# Hall of Fame Open 2022
Hall of Fame Open 2022 — тенісний турнір, що проходив на кортах з твердим покриттям у місті Ньюпорт, США з  11 до 17 липня. Належав до категорії ATP 250.

## Фінальна частина

### Одиночний розряд
Максім Крессі —  Олександр Бублик 2–6, 6–3, 7–6(7–3)

### Парний розряд
Вільям Блумберґ /  Стів Джонсон —  Равен Класен /  Марсело Мело 6–4, 7–5